# DeepStar Six
Deepstar Six is een Amerikaanse sciencefiction/horrorfilm uit 1989 onder regie van Sean S. Cunningham, met in de hoofdrollen Taurean Blacque, Nancy Everhard, Greg Evigan, Miguel Ferrer, Matt McCoy, Nia Peeples, Cindy Pickett en Marius Weyers.

## Verhaal
DeepStar Six is een experimentele diepzeebasis van de Amerikaanse marine met een elfkoppige bemanning aan boord, bestaande uit militairen en burgers, die aan de laatste week van hun missie zijn begonnen. Het project staat onder leiding van John Van Gelder om onderwaterkolonisatiemethoden te testen en tegelijkertijd toezicht te houden op de bouw van een nieuw opslagplatform voor nucleaire raketten. De deadline nadert, maar Van Gelders planning wordt bedreigd wanneer geoloog Burciaga een enorm grottenstelsel onder de locatie ontdekt. Van Gelder beveelt het gebruik van dieptebommen om de grot te laten instorten, tot ontsteltenis van Dr. Scarpelli, die het potentieel oeroude ecosysteem binnenin wil bestuderen.
De daaropvolgende ontploffing laat een deel van de zeebodem instorten, waardoor een enorme scheur in de oceaanbodem ontstaat. Wanneer de bemanning op onderzoek gaat worden verschillende van hen aangevallen en gedood door een onzichtbare entiteit. De resterende bemanningsleden maken zich klaar om de diepzeebasis te evacueren, maar moeten eerst het rakettenplatform beveiligen. De specialist is echter gedood en omdat ze het protocol niet kennen brengen ze de kernkoppen per vergissing tot ontploffing, waardoor de diepzeebasis zwaar beschadigd raakt. 
In een poging om herstellingen uit te voeren zodat ze de decompressieprocedure kunnen uitvoeren, worden nog meer bemanningsleden gedood door het onderwatermonster. Uiteindelijk weten slecht twee bemanningsleden, Collins en McBride, te ontsnappen in een miniduikboot. Wanneer ze de oppervlakte bereiken duikt ook het zeemonster op. McBride blaast de miniduikboot op, waardoor het monster sterft, en samen met Collins wacht hij op de komst van een reddingsteam van de marine.

## Rolverdeling
| Acteur          | Personage                | Opmerkingen                         |
| --------------- | ------------------------ | ----------------------------------- |
| Taurean Blacque | kapitein Phillip Laidlaw | commandant van het station          |
| Nancy Everhard  | Joyce Collins            |                                     |
| Cindy Pickett   | Dr. Diane Norris         | arts en plaatsvervangend commandant |
| Miguel Ferrer   | Snyder                   | onderzeetechnicus                   |
| Greg Evigan     | McBride                  | duikbootpiloot                      |
| Matt McCoy      | Jim Richardson           | ingenieur en duikbootcopiloot       |
| Nia Peeples     | Dr. Scarpelli            | mariene bioloog                     |
| Marius Weyers   | Dr. John Van Gelder      |                                     |
| Elya Baskin     | Dr. Burciaga             | geoloog                             |
| Thom Bray       | Johnny Hodges            | duikbootpiloot                      |
| Ronn Carroll    | Osborne                  | duikbootpiloot                      |

## Release en ontvangst
The film werd in de Verenigde Staten uitgebracht door TriStar Pictures op 13 januari 1989 en bracht in totaal US$ 8.143.225 op aan de kassa.
De film behaalde een score van 17% (12 beoordelingen) op Rotten Tomatoes. Op Metacritic kreeg de film een score van 34 op 100 (14 recensies), wat duidt op "over het algemeen ongunstige recensies".
Variety schreef dat de film "niet overtuigde door een gebrek aan geloofwaardigheid" omdat het monster eerder onrealistisch dan bedreigend was en bekritiseerde ook het gebrek aan hoofdpersonages. The New York Times bekritiseerde de voorspelbaarheid, het gebrek aan spanning en de dialogen van de film.